# The Sword and the Rose
The Sword and the Rose (br Entre a Espada e a Rosa) é um filme estadunidense, de 1953, dos gêneros aventura e romance, produzido pelos estúdios Disney, dirigido por Ken Annakin,  roteirizado por Lawrence E. Watkin, baseado no livro When Knighthood Was in Flower de Charles Major, música de Clifton Parker.

## Sinopse
Inglaterra, no reinado de Henrique 8.º, o amor entre sua irmã e um capitão da guarda gera conflitos com um ciumento e poderoso duque.

## Elenco
- Glynis Johns ....... Princesa Mary Tudor
- Richard Todd ....... Charles Brandon
- James Robertson Justice ....... Rei Henrique VIII
- Michael Gough ....... Duque de Buckingham
- Jane Barrett  ....... Lady Margaret
- Peter Copley ....... Sir Edwin Caskoden
- Rosalie Crutchley ....... Rainha Katherine
- D.A. Clarke-Smith ....... Cardeal Wolsey
- Ernest Jay ....... Lorde Chamberlain
- John Vere ....... advogado
- Philip Lennard  ....... capelão
- Bryan Coleman ....... conde de Surrey
- Phillip Glasier
- Jean Mercure ....... Rei Luís XII
- Gérard Oury ....... Delfim da França (como Gerard Oury)